# Venlok
Venlok je druga od četiri geološke epohe ili statigrafska niza na koje je podijeljeno razdoblje silura. Obuhvaća vremensko razdoblje od prije 428,2 ± 2,3 i 422,9 ± 2,5 milijuna godina.  Prethodi mu landoveri, a slijedi mu ladlov.
Za vrijeme ove epohe došlo je do sudara paleokontinenata Laurencije, Baltike i Avalonije, što je rezultiralo kaledonskom orogenezom, koja je uvelike oblikovala izgled Sjeverne Europe.

## Podjela
Međunarodno povjerenstvo za stratigrafiju priznaje podjelu venloka na dva doba:
- homer: od 426,2 ± 2,4 do 422,9 ± 2,5 milijuna godina
- šinvud: od 428,2 ± 2,3 a 426,2 ± 2,4 milijuna godina

## Stratigrafska podjela i GSSP
Stratigrafski početak venloka, podudara se sa slojevima geološkog doba šinvuda nije još precizno određen. Smješten je između baze biozone 5 praživotinja iz koljena Acritarcha i nestanka konodonta vrste  Pterospathodus amorphognathoides u geološkim slojevima. Gornja stratigrafska granica venloka nalazi se u blizini zone graptolita vrste Neodiversograptus nilssoni, nešto ispod biozone acritarcha vrste Leptobrachion longhopense.
Globalna stratotipska točka (eng. Global Boundary Stratotype Section and Point - GSSP), koju je Međunarodno povjerenstvo za stratigrafiju uzelo kao referentnu za venlok je presjek kod potoka Hughley Brook, u blizini mjesta Apedale u pokrajini Shropshire u Engleskoj.